# Пила 3
«Пила́ 3» (англ. Saw III) — американский фильм ужасов 2006 года режиссёра Даррена Линна Боусмана по сценарию Ли Уоннелла и сюжету Уоннелла и Джеймса Вана. Это третий фильм в серии фильмов «Пила» и продолжение фильма «Пила 2» (2005). Главные роли исполнили Тобин Белл, Шони Смит, Ангус Макфадьен, Бахар Сумех и Дина Мейер.
В фильме Джон Крамер, который известен тем, что заставляет своих жертв участвовать в смертельных играх, чтобы проверить их волю к жизни, подвергает человека по имени Джефф ряду испытаний. Эта игра призвана помочь ему преодолеть гнев по отношению к пьяному водителю, который убил его сына. Между тем, ученица Джона, Аманда, похитила врача по имени Линн и поручила ей вылечить Джона, прикованого к постели с терминальным раком, достаточно долго, чтобы Джефф мог завершить свою игру.
Как и его предшественник, фильм сразу же получил зелёный свет после успешного первого уик-энда предыдущего фильма. Съёмки проводились в Торонто с мая по июнь 2006 года. Уоннелл стремился сделать историю более эмоциональной, чем предыдущие фильмы, особенно с сюжетной линией Аманды и Конструктора. Фильм посвящён продюсеру Греггу Хоффману, который умер 4 декабря 2005 года.
Фильм был выпущен в США 27 октября 2006 года компанией Lionsgate Films. Он имел финансовый успех, заработав в первый день 33 600 000 долларов и 80 200 000 долларов в США и Канаде. Это самый кассовый фильм серии на международном рынке и самый кассовый фильм в серии в целом. Он получил смешанно-негативные отзывы от критиков. Белл был номинирован за «Лучшего злодея» на церемонии MTV Movie Awards 2007, и фильм получил номинации на премию «Сатурн» за «Лучший фильм ужасов». Фильм был выпущен на DVD и Blu-ray 23 января 2007 года, где он возглавил чарты с продажами 2 500 000 копий в первую неделю. Продолжение под названием «Пила 4» было выпущено в 2007 году.

## Сюжет
После заточения в ванной комнате в предыдущем фильме детектив Эрик Мэтьюз ломает себе ногу крышкой бачка унитаза, чтобы сбежать. Шесть месяцев спустя группа спецназа офицера Ригга обнаруживает место проведения игры Конструктора. Жертве, Трою, пришлось сорвать цепи со своего тела, чтобы попытаться спастись от бомбы. Детектив Керри указывает, что выход из комнаты был заварен, что нарушало принцип работы Конструктора, всегда дававшего его жертвам шанс выжить. Позднее Керри похищают, и она просыпается в конструкции, закрепленной у неё на рёбрах. Она достаёт ключ из банки с кислотой, как указано в инструкции, но замок не открывается, и ловушка убивает её после того, как она узнает кого-то, приближающегося к ней из тени.
Доктора Линн Денлон похищают из больницы, в которой она работает, и привозят к прикованному к постели Джону Крамеру. Его ученица, Аманда, застегивает на шее Линн ошейник с пятью патронами от дробовика, который подключён к пульсометру Джона и сдетонирует, если она выйдет за пределы досягаемости или Джон умрёт. Аманда инструктирует Линн поддерживать в нём жизнь до тех пор, пока другой испытуемый не завершит свою игру. Вторая жертва — Джефф, убитый горем отец, которого съедала жажда мести после гибели его сына Дилана в автокатастрофе по вине пьяного водителя, должен пройти серию испытаний на заброшенном мясокомбинате, чтобы противостоять тем, кто замешан в этом деле.
Первое испытание Джеффа приводит его в морозильную камеру для мяса, где он находит Данику, единственную свидетельницу аварии (которая отказалась давать показания в суде), обнажённой и прикованной к металлической раме внутри морозильной камеры, с форсунками, обрызгивающими её водой, чтобы ускорить её переохлаждение. Джефф забирает ключ после того, как Даника уговаривает его помочь ей, но она замерзает насмерть прежде, чем он успевает это сделать. Во время своего следующего испытания судья Холден, вынесший мягкий приговор водителю, ставшему причиной смерти Дилана, прикован за шею цепью ко дну чана. Гниющие свиные туши попадают в мясорубку, месиво медленно заполняет чан, пока Джефф не спасает его, сжигая вещи Дилана в мусоросжигательной печи, чтобы забрать ключ. В его третьем испытании участвует Тимоти, водитель, убивший Дилана, который привязан к машине, которая будет медленно выкручивать и ломать его конечности, а затем и голову. Ключ привязан к спусковому крючку закрытого дробовика, который выстреливает после того, как Джефф достаёт его, убивая Холдена. Джеффу не удается вовремя спасти Тимоти; машина ломает ему шею и отрывает голову.
Линн вынуждена провести импровизированную операцию, чтобы уменьшить давление на мозг Джона. Операция проходит успешно, и Линн убеждает Джона приказать Аманде снять ошейник. Однако Аманда отказывается и угрожает жизни Линн, приревновав её к общению с Джоном. Джон умоляет Аманду, которая признаёт, что больше не верит в его философию и подстроила ловушки Трою и Керри без шанса на спасение. Отказываясь прислушиваться к предупреждениям Джона, Аманда стреляет в Линн как раз в тот момент, когда появляется Джефф. Джефф, который, как выясняется, является мужем Линн, в отместку стреляет в Аманду из пистолета, предоставленного Джоном после его тестов. Пока Аманда умирает, Джон раскрывает, что испытание Линн на самом деле было её испытанием: Джон был осведомлён о её мотивах и не желал позволить убийце продолжить его наследие. Затем он обращается к Джеффу, предлагая вызвать скорую помощь для Линн, если он всему научился из своего испытания, и принять последнее испытание: либо убить Джона, либо простить его. В ответ Джефф перерезает Джону горло электропилой, тем самым активируя ошейник Линн и убивая её, а комната герметично закрывается. Перед смертью Джон достал диктофон, чтобы сообщить Джеффу, что его дочь Корбетт тоже попала в плен, и ему предстоит пройти ещё одно испытание.

## В ролях
| Актёр           | Роль                      |
| --------------- | ------------------------- |
| Тобин Белл      | Джон Крамер / Конструктор |
| Костас Мэндилор | детектив Марк Хоффман     |
| Шони Смит       | Аманда Янг                |
| Бахар Сумех     | доктор Линн Денлон        |
| Ангус Макфадьен | Джефф Денлон              |
| Бетси Рассел    | Джилл Так                 |
| Донни Уолберг   | детектив Эрик Мэтьюз      |
| Ли Уоннелл      | Адам Стэнхайт             |
| Дина Мейер      | детектив Эллисон Кэрри    |
| Нив Уилсон      | Корбетт Денлон            |
| Барри Флэтмэн   | судья Халден              |
| Джей Лароуз     | Трой                      |

## Производство

### Разработка и сценарий
Даррен Линн Боусман, режиссёр и соавтор «второго фильма», Джеймс Ван, режиссёр «первого фильма», и Ли Уоннелл, сценарист обоих фильмов, отклонили предложение снять третий фильм. Продюсер Грегг Хоффман умер спустя несколько недель после его выхода. Боусман, Ван и Уоннелл собрались вместе, чтобы пообедать в тот день, когда услышали о кончине Хоффмана, и решили сделать «Пилу 3» в честь Хоффмана. Уоннелл стремился сделать «Пилу 3» более эмоциональным, описывая сюжет как, по сути, «историю любви» между Джоном и Амандой отца и дочери.
Боусман сказал, что они не намерены иметь поворотную концовку, как в предыдущих фильмах, отметив, что «я думаю, что большинство людей разберутся в этом в первые 15 минут фильма». Уоннелл добавил: «То, что мы с Дарреном ударили для „Пилы 3“, было эмоционально впечатляющим концом». Как и в случае с двумя предыдущими фильмами, концовка была предоставлена только актёрам, которые появились в финальной сцене во время съёмок. В какой-то момент сценарий был украден со стула Боусмана; однако он был возвращён до того, как просочился в Интернет.

### Кастинг
После того, как Бахар Сумех появилась в фильме 2004 года «Столкновение», Lionsgate хотела, чтобы она снялась в следующем фильме серии. Она получила роль доктора Линн Денлон. Не будучи поклонником фильмов ужасов и не посмотрев первые два фильма серии, она сочла роль сложной. «Мне снятся кошмары в первый месяц, когда я была на съёмочной площадке», — сказала она. Тем не менее, ей нравилось не быть набранной на Ближнем Востоке, как в большинстве её предыдущих ролей. Ангус Макфадьен, поклонник некоторых фильмов ужасов, включая фильм «Сила», получил роль Джеффа после прочтения и полюбил сценарий.
Костас Мэндилор был выбран на роль Марка Хоффмана после того, как был представлен Боусману. Мэндилор объяснил: «В какой-то момент меня познакомили с режиссёром, и он спросил, хочу ли я подойти и повеселиться в течение недели на „Пиле 3“. Так что я подумал, почему бы и нет, они хорошие парни и всё такое, так что собирались повеселиться. Так что, находясь в этом фильме минуту или две, я максимально извлёк из этого максимум пользы и повеселился с ребятами». Джей Лароуз получил роль Троя, жертвы Конструктора в начале фильма. Лароуз нашёл вызов в том, чтобы сыграть роль, которая требовала, чтобы боль персонажа выглядела и чувствовала себя аутентичной, но был благодарен за то, что сыграл жертву вступительной сцены фильма, высоко оценив его возможность работать с Боусманом.
К Монике Поттер, которая сыграла Элисон, жену доктора Лоуренса Гордона в первом фильме обратились с просьбой повторить свою роль в фильме, но она отклонила предложение из-за отсутствия интереса. Она чувствовала, что сделала «много» с первым фильмом. Аналогичным образом, роль Ригга в фильме была значительно сокращена, так как Лайрик Бент был недоступен из-за его работы в то время в фильме «Angela’s Eyes»; несмотря на попытки кинематографистов заставить его график работать, Бент смог снимать только один день. Позже Бент предположил, что предполагаемой ролью Ригга в фильме могла бы быть то, что он позже сыграл в четвёртом фильме (2007), если бы он был доступен.

### Съёмки
Фильм получил больший бюджет в размере 10 000 000 долларов. по сравнению с 4 000 000 долларов второго фильма. Съёмки проводились в течение 27 дней на киностудии Cinespace Film Studios в Торонто с 8 мая 2006 года по конец июня. Производство позаимствовало набор для ванной комнаты, используемый в фильме «Очень страшное кино 4», который пародировал франшизу. Почти все переходы из одного места в другое не были сделаны с использованием цифровых эффектов; переходы были сняты на месте. Например, когда камера перемещается с места преступления Троя к Керри, находящейся в ванной, Мейер пришлось бежать, снять всю одежду и прыгнуть в ванну. Визуально фильм похож на предыдущие два с использованием быстрых сокращений и быстро развивающихся ритмов. Боусман сказал: «Мы используем много сковородок и вспышек, чтобы создать динамическое ощущение». Услуги постпродакшна предоставляла Deluxe Media. Оригинальная версия фильма длилась чуть более двух часов, и было вырезано несколько сцен. Сцена, в которой Конструктор сожалеет о своих действиях, также была вырезана. Белл сказал: «Я рад, что они вырезали эту сцену. Этот парень точно знает, что делает. Он начинает с модели, а затем уточняет её? Да, он, вероятно, делает. Но есть определённые вещи, которые интересны и продвигают сюжет, и есть другие вещи, которые в основном являются своего рода предысторией, и вам на самом деле не нужно знать».

### Ловушки
Боусман описал, что самой трудной сценой для съёмки была «Свиная сцена», объяснив, что им пришлось спешить, и это включало в себя съёмку «слишком многих движущихся частей». Туши свиней были сделаны из пены, резины и латекса. У свиного реквизита были живые, дезинфицированные личинки, прикреплённые мёдом.
Боусман первоначально задумал «Стойку-ловушку» как ловушку, которая складывала человека в коробку, хотя в конечном итоге она превратилась в скручивание частей тела. Боусман хотел иметь ловушку, которая включала бы замораживание кого-то до смерти, так как фильмы уже охватывали жжение до смерти, кровотечение до смерти и смерть. Тело было сделано из Дебры Линн Маккейб для ловушки «Морозильная камера», но из-за правил безопасности человек не может быть похоронен; только передний или задний актёрский состав может быть на актрисе в любой момент времени. Для «Классной ловушки», персонаж Джея Лароуза изначально собирался повеситься на потолок мясными крючками, но было решено не делать этого, так как он не смог бы сам вырвать цепи (как того требовал сценарий). Это оказалось сложной задачей, так как это было сделано с помощью протезирования и практических эффектов.

## Показ
Фильм был выпущен в США и Канаде 27 октября 2006 года. По словам исполнительного продюсера Даниэля Хеффнера, фильм был отредактирован семь раз, чтобы получить рейтинг «R». По словам Боусмана, рейтинговый совет Американской ассоциации кинокомпаний (MPAA) был менее обеспокоен графическим насилием в фильме, чем эмоциональными пытками, ссылаясь на телевизионные шоу, такие как «C.S.I.», за расширение сферы действия приемлемого. В Японии фильм получил рейтинг R18+, в то время как предыдущие два фильма получили рейтинг R15+. Сообщалось, что на показах в Великобритании пять человек упали в обморок в отдельных кинотеатрах с тремя в одном кинотеатре, в результате чего были вызваны машины скорой помощи.

### Маркетинг
Начальная сцена ловушки Троя была показана на San Diego Comic-Con International 21 июля 2006 года. Тот же клип планировалось показать до показа «Адреналина» 1 сентября 2006 года. Однако MPAA не позволила этого. 10 октября 2006 года Белл, Смит и Боусман появились на церемонии «Spike TV’s Scream Awards» для продвижения фильма, и был показан клип ловушки Троя.
Президент театрального маркетинга Lionsgate Тим Пэйлен подумал об идее сделать 1000 плакатов с небольшим количеством крови Белла, которые были смешаны с печатными чернилами. Он сказал: «Я спросил, можно ли использовать реальную кровь. Была тишина. Он сказал: „Мы могли бы попробовать, но ты серьёзно?“ Я сказал, что я очень серьёзно». Плакаты были проданы за 20 долларов, первый из которых был выставлен на аукцион; все доходы от выставленного на аукцион плакат были пожертвованы Красному Кресту. Lionsgate также провела третье ежегодное донорство крови «Give Til It Hurts» для Красного Креста и собрал 23 493 пинты крови.

### Саундтрек
Саундтрек к фильму был выпущен 24 октября 2006 года. Он включал в себя 20 песен от хард-рок-групп, таких как Slayer, Disturbed, Avenged Sevenfold, Ministry, Helmet и Drowning Pool. Джеймс Кристофер Монгер из AllMusic дал саундтреку три звезды из пяти. Эд Томпсон из IGN Music дал ему 7,2 из 10.

### Выход на видео
23 января 2007 года фильм был выпущен на DVD и Blu-ray компанией Lionsgate Home Entertainment. Он возглавил чарты домашнего видео в США и Канаде с 1 600 000 проданных копий в первый день и закончил неделю с 2 500 000 проданных копий. «Unrated DVD» также было выпущено в тот же день и включает в себя 113-минутную часть фильма, которая включает в себя больше крови. 120-минутная режиссёрская версия вышла 23 октября 2007 года, совпав с театральным релизом четвёртого фильма 26 октября. Она также включала в себя альтернативную концовку.

## Реакция

### Кассовые сборы
Фильм занял первое место на 4700 экранах в 3167 кинотеатрах, заработав 33 600 000 долларов в первый уик-энд, что на два процента больше, чем у второго фильма — 31 700 000 долларов. Он провёл самый большой дебют на Хэллоуин в течение пяти лет, пока не был побеждён в 2011 году «Котом в сапогах» (34 000 000 долларов). Это был также самый высокий первый уик-энд Lionsgate. Опрос Lionsgate показал, что 69 процентов аудитории были моложе 25 лет, а 51 процент — мужчины. Во второй уик-энд он занял четвёртое место, снизившись на 56 % до 14 800 000 долларов по сравнению со вторым падением второго фильса на 47 % до 16 900 000 долларов. Прокат был закрыт 14 декабря 2006 года спустя 49 дней после выхода.
Фильм занял пятое место на международном рынке с примерно 6 000 000 долларов. Он занял на первом месте в Великобритании до 4 700 000 долларов. В Тайване он занял третье место и заработал 320 000 долларов. Во второй уик-энд он занял второе место с 9 700 000 долларов. В Испании он заработал 3 100 000 долларов, что больше, чем у предыдущих фильмов. За третий уик-энд фильм заработал 8 00 000 долларов, включая первый день Японии на 86 экранах с 1 100 000 долларов. В Австралии фильм заработал 4 300 000 долларов, в Испания — 3 800 000 долларов, а в Бразилии — 3 800 000 долларов. К четвёртому уик-энду он занял четвёртое место с примерно 5 600 000 долларов с 24 территорий. Его лучший рынок занял второе место во Франции.
Фильм заработал 80 200 000 долларов в США и Канаде и 84 600 000 долларов на других территориях, на общую сумму 164 800 000 долларов по всему миру. Фильм имеет самый кассовый уик-энд в серии и является самым кассовым фильмом на международном рынке и является самым кассовым в серии в мире.

### Критика
Фильм не был показан критикам заранее. На «Rotten Tomatoes» фильм имеет рейтинг 30 % на основе 94 отзывов. Консенсус сайта гласит: «„Пила 3“ делает мало, кроме повторения тропов своего предшественника на более высоком уровне». На «Metacritic», фильм получил среднюю оценку 48 на основе 16 отзывов, что указывает на «смешанные или средние отзывы». Опросы «CinemaScore» сообщили, что зрители фильму оценку дала «B» по шкале от «A+» до «F».
Роберт Кёлер из «Variety» дал фильму смешанную рецензию. Он раскритиковал использование нескольких воспоминаний в фильме, сказав, что это «препятствует фильму, снижая его напряжённость и темп». Он объяснил: «Более большая проблема заключается в сценарии Ли Уоннелла, в котором используется так много воспоминаний и пояснительных вставок, что напряжение, определяющая особенность первой „Пилы“, теряется». Однако он похвалил актёрскую игру. Роджер Мур из «Orlando Sentinel» дал ему две звезды из пяти, критикуя сюжет и актёрскую игру.
Питер Хартлауб из «The San Francisco Chronicle» дал фильму негативную оценку, критикуя сюжет. Майкл Ордонья из «Los Angeles Times» сказал, что «Больше Крови — это действительно всё, что может предложить „Пила 3“». Оуэн Глейберман из «Entertainment Weekly» дал фильму оценку «C». Рэнди Кордова из «The Arizona Republic» дал ему отрицательный отзыв, сказав: «„Пила 3“ лишена какой-либо неизвестности или террора». Ким Ньюман из «Empire» дал фильму две звезды из пяти. Он сказал, что актёрская игра была «удивительно хорошей», но раскритиковал сценарий и устройства пыток.
Фильм был номинирован на премию «Сатурн» за лучший фильм ужасов, но проиграл «Спуску». Он также был номинирован на «Выбор фильма: Фильм ужасов/триллер» на Teen Choice Awards, но проиграл «Паранойе». Белл был номинирован на премию MTV Movie Awards за лучшего злодея, но проиграл Джеку Николсону за роль в фильме «Отступники».

## Факты
- В 2006 году заключением комиссии Госрегистра под № 331, фильм включён в список запрещённых к распространению в Республике Беларусь[60].